# Tretze Colònies
Les Tretze Colònies eren part de l'Amèrica britànica, un nom utilitzat per la Gran Bretanya, fins al Tractat de París de 1783 que reconegué la independència dels Estats Units d'Amèrica. Les tretze colònies britàniques de Nord-amèrica es rebel·laren en contra del govern britànic el 1775. Un govern provisional es formà, el qual proclamà llur independència, que ara se celebra com el Dia de la Independència, el 4 de juliol de 1776, i així es convertiren en els tretze Estats Units originals. Les colònies foren fundades entre 1607 (la Colònia de Virgínia) i 1773 (la Província de Geòrgia), tot i que la Gran Bretanya tenia i conservà altres colònies a Nord-amèrica i al Carib.
Els documents contemporanis sovint llisten les tretze colònies revolucionàries de la Nord-amèrica britànica, en ordre geogràfic, de nord a sud:
- Nova Anglaterra
  - la Província de Nou Hampshire, després l'estat de Nou Hampshire
  - la Província de la Badia de Massachusetts, després els estats de Massachusetts i Maine
  - la Colònia de Rhode Island i les Plantacions de Providence, després l'estat de Rhode Island
  - la Colònia de Connecticut, després l'estat de Connecticut
- Les Colònies Mitjanes[1]
  - la Província de Nova York, després els estats de Nova York i Vermont (l'estat actual de Vermont fou disputat entre les colònies de Nova York i Nou Hampshire. Del 1777 al 1791, existí com la República de Vermont independent de facto)
  - la Província de Nova Jersey, després l'estat de Nova Jersey
  - la Província de Pennsylvania, després l'estat de Pennsilvània
  - la Colònia de Delaware (abans de 1776 eren "Els Comtats Baixos a Delaware"), després l'estat de Delaware
- les Colònies Meridionals (depenent dels documents que els esmenti, Virgínia i Maryland poden ser agrupades com les Colònies de Chesapeake
  - la Província de Maryland, després l'estat de Maryland
  - la Colònia i Domini de Virgínia, després els estats de Virgínia, Kentucky i Virgínia de l'Oest
  - la Província de Carolina del Nord, després l'estat de Carolina del Nord
  - la Província de Carolina del Sud, després l'estat de Carolina del Sud
  - la Província de Geòrgia, després l'estat de Geòrgia

## Fundació de les colònies
Cadascuna de les tretze colònies té la seva pròpia fundació amb un poder econòmic limitat per la metropòlis i amb una certa autonomia política, com podem veure a continuació en ordre cronològic:
1. Virgínia (1607-1624): Inicialment anomenada Jamestown, va ser fundada per la London Company, un grup de comerciants que van decidir invertir, prestant diners als colons a canvi de fusta, pells, or o plata. També intentaven trobar un passatge cap a l'Índia, per tal d'afavorir el comerç. Es va fundar durant el regnat de Jaume I, d'aquí el seu nom.
2. Massachusetts (1620): Fundada pels puritans separatistes que van sortir d'Holanda el 1608 i van decidir buscar refugi a Amèrica. Van arribar en el vaixell Mayflower. Aquests pelegrins van crear l'anomenat Mayflower Compact, un acord mitjançant el qual formaven una mena de govern que se sotmetia a la voluntat de la majoria, cosa que va assentar les bases per escriure la constitució.
3. Nou Hampshire (1623): Fundada per John Mason, procedent del comtat de Hampshire, a Anglaterra. Ell mateix va enviar homes a territori americà per formar una colònia dedicada a la pesca. Va ser part de Massachusetts.
4. Maryland (1632): Va ser fundada per Lord Baltimore (Cecil Calvert), que volia crear un refugi per a catòlics perseguits després de la Reforma protestant a Anglaterra. Es dedicaven al cultiu del tabac i van proliferar sectes no protestants.
5. Connecticut (1635-1636): fundada per Thomas Hooker i un grup de colons de Massachusetts a la recerca de més llibertat i oportunitats econòmiques. Per això delmaren als indis Pequot, habitants originals del lloc, amb una guerra entre 1636 i 1637. Van crear les Ordres Fonamentals de Connecticut, considerades per molts la base de la Constitució dels Estats Units.
6. Rhode Island (1636): fundada per Roger Williams, que va ser expulsat de la colònia de Massachusetts per les seves idees de separar l'església de l'estat i garantir la llibertat de religió. Va viure amb els indis narragansett i va fundar Providence el 1636. Anne Hutchinson va ser també censurada per parlar contra l'Església a Massachusetts Bay. Ella va fundar Portsmouth. Ambdues es van unir a Providence Plantations, que després va esdevenir Rhode Island.
7. Delaware (1638): fundada per Peter Minuit i la New Sweden Company. Quan el rei Carles II va donar a James, duc de York, Nova Holanda, va exigir que li donés una compensació i va canviar el nom de Nova Suècia a Delaware. Va formar part de Pennsilvània fins al 1703.
8. Carolina del Nord (1663): Fundada per colons de Virgínia que van demanar autorització per fundar una colònia, aquesta va ser Carolina, que es va dividir, per problemes interns, en Carolina del Nord i Carolina del Sud el 1729. Se situa do[Cal aclariment]
 d'estar la colònia perduda, a Roanoke.
9. Carolina del Sud (1663) : fundada per vuit nobles autoritzats pel rei Carles II. Després es va dividir, per problemes interns, i la corona va decidir crear llavors dos territoris separats: Carolina del Nord i Carolina del Sud. Va ser una de les colònies amb més progrés econòmic.
10. Nova Jersey (1664): fundada per Lord Berkeley i Sir George Carteret, amics propers del Duc de York, qui va rebre el control de Nova Holanda, que es convertiria en Nova York i els va lliurar les terres. Els quàquers més tard van comprar els drets.
11. Nova York (1664) : fundada per James, Duc de York, qui va prendre el control sobre la colònia anomenada New Netherland (Nova Holanda). Originalment sobre el territori que és avui Brooklyn, era un centre de comerç.
12. Pennsilvània (1682): Va ser fundada William Penn amb el pagament d'un deute al seu pare, i amb l'objectiu de fugir de la persecució religiosa contra els quàquers, grup del qual formava part. Es va convertir en una pròspera colònia al segle xviii.[2]
13. Geòrgia (1732): Va ser fundada pel militar britànic James Oglethorpe sota una ordre del rei Jordi II, amb l'objectiu de crear una colònia perquè els deutors que servien a la presó poguessin començar una nova vida, i per aturar l'avanç dels espanyols assentats a Florida.

El 1773 es va fundar la ciutat de Savannah, amb la intenció de produir seda sense mà d'obra esclava, les creences paganes estaven en contra del cristianisme. No obstant això, pels volts de 1752, any en què va esdevenir colònia oficial, va començar a predominar l'economia de plantacions i la esclavització.